# Віковий дуб (Шполянське лісництво, квартал 39, виділ 10)
Віковий дуб — ботанічна пам'ятка природи місцевого значення. Об'єкт розташований на території Шполянського району Черкаської області, квартал 39, виділ 10 Шполянського лісництва.
Площа — 0,01 га, статус отриманий 27 червня [1972] року.